# Live at PJ's
Live at PJ's  è il terzo album dei Kool and the Gang, uscito nel 1971.

## Tracce
1. N.T. – 6:29
2. Ricksonata – 5:39
3. Sombrero Sam – 6:42
4. Ronnie's Groove – 2:57
5. Ike's Mood/You've Lost That Loving Feeling – 10:05
6. Lucky for Me – 3:02
7. Dujii – 6:02
8. The Penguin – 5:10

## Formazione

### Gruppo
- Robert Kool Bell - basso, voce
- George "Funky" Brown - batteria
- Claydes Charles Smith - chitarra
- Ricky West - piano elettrico, organo, tamburello
- Dennis D.T. Thomas - sassofono contralto, flauto, congas
- Ronald Bell - sassofono tenore, sassofono soprano
- Robert Spike Mickens - tromba, bongo

#### Altri musicisti
- Warren Laffredo - viola
- Selwart Clarke - violino
- Winston Collymore - violino
- Gayle Dixon - violino
- Nina Simon - violino
- Kermit Moore - violoncello